# عديد الكرات
عديد الكرات (الاسم العلمي: Sphaeroplea)، جنس من الطحالب الخضراء يتبع فصيلة عديدة الكرات.